# Mahal (film)
Pour les articles homonymes, voir Mahal (homonymie).
Pour plus de détails, voir Fiche technique et Distribution.
Mahal est un film d'horreur indien réalisé par Kamal Amrohi, sorti en 1949.

## Fiche technique
- Titre original : Mahal
- Réalisation : Kamal Amrohi
- Scénario : Kamal Amrohi, d'après une histoire d'Ashok Kumar
- Musique : Khemchand Prakash
- Production : Savak Vacha, Ashok Kumar
- Société de production : Bombay Talkies
- Société de distribution :
- Pays d'origine :  Inde
- Langue originale : Hindi
- Format : Noir et blanc
- Genre : Horreur, Film gothique
- Durée : 165 minutes
- Dates de sortie : 13 octobre 1949

## Distribution
- Ashok Kumar : Hari Shankar
- Madhubala : Kamini
- M. Kumar : Père de Hari Shankar
- Vijayalaxmi : Ranjana
- Kanu Roy : Shrinath
- Nasir Hussain : Père de Kamini